# Alpinia pumila
Alpinia pumila là một loài thực vật có hoa trong họ Gừng. Loài này được Joseph Dalton Hooker mô tả khoa học đầu tiên năm 1885.

## Phân bố
Loài này tìm thấy tại miền nam Trung Quốc (Quảng Đông, Quảng Tây, Hồ Nam, Vân Nam). Môi trường sống là các thung lũng nhiều bóng râm và ẩm ướt, ở cao độ 500-1.100 m.
Tên gọi trong tiếng Trung là 花叶山姜  (hoa diệp sơn khương, nghĩa là riềng lá hoa).

## Mô tả
Thân rễ bò ngang. Các thân giả không phát triển. Lá 2 hoặc 3, mọc thẳng; bẹ lá màu nâu đỏ; lưỡi bẹ 2 thùy, ngắn; cuống lá khoảng 2 cm; phiến lá phía gần trục màu xanh lục với các sọc xanh lục sẫm dọc theo gân lá, hình elip, thuôn dài hoặc thuon dài-hình mác, khoảng 15 × 7 cm, nhẵn nhụi, đáy nhọn, đỉnh nhọn. Cành hoa với cuống dài khoảng 33 cm; lá bắc thuôn dài, khoảng 2 cm, 2 hoa, rụng muộn; không có lá bắc con. Đài hoa màu tía, hình ống, 1,3-1,5 cm, có lông tơ, đỉnh 3 răng. Tràng hoa màu trắng; ống khoảng 1 cm; các thuỳ thuôn dài, hơi dài hơn ống một chút. Các nhị lép bên hình giùi, 3–4 mm. Cánh giữa môi dưới màu trắng với các sọc đỏ, hình trứng, khoảng 1,2 cm, mép có khía tai bèo, đỉnh uốn ngược, 2 khe hở. Chỉ nhị 5–10 mm; bao phấn 5–8 mm. Bầu nhụy có lông lụa. Quả nang hình cầu, đường kính khoảng 1 cm, đỉnh với bao hoa bền khoảng 1 cm. Ra hoa tháng 4-6, tạo quả tháng 6-11.